# オシエシラバス
『オシエシラバス』 (Syllabus of OSHIE) は、高尾じんぐによる日本の漫画作品。『ヤングガンガン』（スクウェア・エニックス）において、2010年24号から2013年6号まで連載された。全51話。

## あらすじ
主人公・まといは、ある日、古本屋で1冊の参考書を購入する。帰宅後、まといが購入した参考書を開くと、中から「教恵」と名乗る女性が出現した。彼女は家庭教師を自称し、半ば強引にまといの家庭教師となる。

## 登場人物
まとい
本作の主人公。高校1年生の女子高校生。父親が住む（母親は死別）実家から離れて、ちほの家に居候中。
ある日、友人の付き添いで立ち寄った古本屋で参考書を購入するが、参考書の中から出現した教恵によって教え子にされてしまい、以降彼女と共同生活を送るようになる。なぜ買ってしまったのかは本人も分からない。
まだ受験生ではないため、さほど必死さはなく世間知らずの教恵を巻き込んで出かけたりもしている。
中学生の頃は、テニス部で活躍。しかし高校生になると、なぜか止めてしまった。だが、文化祭で教恵とのペアを組みテニス対決を行うも惜敗したことで、テニスにも目覚めテニス部に入部することになる。ただ、それがきっかけで、“本部”が教恵との契約を強制的に解除してしまい、教恵とは会えなくなってしまう。
教恵（おしえ）
まといが購入した参考書から出現した家庭教師。長い白髪の美人。性格は天然でノリがいい。お化けが苦手な模様。
普段はまといの家に居候しつつ、善と同じ書店でバイトしている。バイト先では「佐藤」という苗字を名乗っている。
今まで受験生相手だったために時間が余裕がなく、初めてまともにスキンシップができているまといに対して恋愛感情のごとき執着を見せる（手違いで『好き』と言われた時は惚けるほど）。また、まといの一番身近にいる男性である善に対しては様々なハプニングの結果もあって相当な不信感を抱いている。
まといに対しては平気で一緒に入浴しようとするが、海に行った時は水着姿になることは相当抵抗があった。
総合分野及びスケジューリング担当。詳細は不明だが、今までの教え子たちの顔も名前も覚えていないらしい。
くに子
国語担当の教師。参考書から現れる。和服姿の少女（スカートなども履く）。教師の中では一番外見年齢が低い。
高慢な性格で意地っ張りだが、饅頭が好き。カナヅチ。
すう
数学担当の教師。参考書から現れる。主にセーラー服のような格好をしている。外見年齢は中学生程度。
押しは弱いが素直な性格で、料理が好きな模様。胸のサイズを気にしていたりする。
えいこ
英語担当の教師。参考書から現れる。酒が好き。
善（ぜん）
まといの幼馴染で、同じ高校の同級生。まといらが住む母屋の離れに住んでいる（そのため、まといと同棲しているなどと校内で変な噂を立てられる）。教恵のバイト先の先輩でもある。苗字は「北川（きたがわ）」。
朴念仁であり、まといを含めて異性に対してノーリアクションであることが多い。
理不尽に嫌われている教恵に対しては特には嫌ってないため仲直りできればしたいと思っているが、様々なハプニングのせいでむしろ悪化の一途をたどっている。
ちほ
まといや善たちの大家。臣とは高校の同級生で、臣といちゃついていたりするが、そういう趣味なのか不明。また、何の仕事をしているのか不明だが、少なくともまともな職業ではなさそうである。
酔っている時に作る特製おつまみは何が入っているか分からないらしい（食べた教恵たちは大量の酒もあって記憶が飛んだ）。
臣（おみ）
まといらと同じく同居人で、善の姉（三人きょうだいの一番上）。料理担当。どこかのショップにマイカー通勤している模様。
ちほのことは拒否してはおらず、クールに対応しているが、高校の文化祭でちほと一緒にコスプレした時に写した写真を出されたときは狼狽した。
笑（えみ）
臣、善の妹（三人きょうだいの一番下）。実家暮らしの中学3年生で、夏休みに臣らを泊りがけで訪ねてくる。
いつも笑顔を絶やさない元気者。そのため、善はまといら周りからは「きょうだいだが（特に性格が）全然似ていない」と言われている（妹とは似ていないが、姉の臣とは似ていると言われる）。笑うと八重歯が覗く。
性格はマイペース。高校受験が迫っているというのに、全く危機感を持っていない。

## 用語
『オシエちゃんの大学受験参考書』
まといが購入した参考書。この参考書を開くと中から教恵が出現し、参考書を開いた受験生の家庭教師となる。本来受験生しか開けないが、何故かまといは開くことができた。
ちなみに教恵曰く、この参考書を開いた受験生は、受験に失敗すると「死んでしまう」らしい。
中から教恵の以外にもくに子（国語）、すう（数学）、えいこ（英語）、りしな（理科）、やしろ（社会）という5名の教師が出現する。彼女らは手の平サイズであるが、別の世界もしくは場所に存在しているらしく、通常サイズでジムに行ったり料理教室に行ったりしている。どこに住んでいるかなども不明だが、少なくともやしろ以外は割と近くに住んでいる模様。

## 書誌情報
- 高尾じんぐ『オシエシラバス』スクウェア・エニックス〈ヤングガンガンコミックス〉、全6巻
  1. 2011年5月25日発売[1]、ISBN 978-4-7575-3246-5
  2. 2011年10月25日発売[2]、ISBN 978-4-7575-3398-1
  3. 2012年3月24日発売[3]、ISBN 978-4-7575-3539-8
  4. 2012年7月25日発売[4]、ISBN 978-4-7575-3675-3
  5. 2012年12月25日発売[5]、ISBN 978-4-7575-3849-8
  6. 2013年5月25日発売[6]、ISBN 978-4-7575-3971-6